# جاك بووس
جاك بووس (بالفرنسية: Jacques Poos)‏ (و. 1935  م) هو سياسي، ودبلوماسي، واقتصادي، ومصرفي لوكسمبورغي، ولد في مدينة لوكسمبورغ، هو عضوٌ في حزب العمال الاشتراكي في لوكسمبورغ.

## مناصب
تولى منصب عضو البرلمان الأوروبي (20 يوليو 1999–19 يوليو 2004)
- municipal councillor  [لغات أخرى]‏.

## التعليم
تعلم في أثينيوم لوكسمبورغ ‏، وتعلم في جامعة لوزان.

## جوائز
حصل على جوائز منها:
- نيشان الاستحقاق البرتغالي من رتبة صليب أعظم  [لغات أخرى]‏ (31 أكتوبر 1987)[7][8]
- نيشان الأمير هنري من رتبة الصليب الأعظم (29 يناير 1985)[7][8]

## روابط خارجية
- جاك بووس على موقع مونزينجر (الألمانية)
- جاك بووس على موقع ديسكوغز (الإنجليزية)